# Cosmorhoe lynceata
Cosmorhoe lynceata är en fjärilsart som beskrevs av Fabricius 1794. Cosmorhoe lynceata ingår i släktet Cosmorhoe och familjen mätare. Inga underarter finns listade i Catalogue of Life.